# Krnjača (Palilula)
Pour l’article homonyme, voir Krnjača.
Krnjača (en serbe cyrillique Крњача) est un quartier de Belgrade, la capitale de la Serbie. Il est situé dans la municipalité de Palilula. 

## Localisation et population
Le quartier de Krnjača est situé sur la rive gauche du Danube, en face du vieux Belgrade, auquel il est relié par le pont de Pančevo. Il est construit derrière une digue placée le long du Danube, mais, malgré cela, il est régulièrement inondé. À Krnjača, les constructions, éparses, s'étendent le long des deux principaux axes routiers du secteur, le Pančevački put, qui relie la capitale serbe à la ville de Pančevo, et le Zrenjaninski put, qui la relie à la ville de Zrenjanin. Dans sa partie méridionale, Krnjača est bordée par le Danube, à l'ouest par le canal Jojkićev du Dunavac et au nord par le canal du Mokri Sebeš et le marais de Veliko blato ; à l'est, il est bordé par la rivière Sebeš. Le canal Kalovita traverse le centre du quartier. Par l'intermédiaire de Dunavski Venac, qui le prolonge, le quartier de Krnjača forme une continuité urbaine avec la ville de Borča et, à l'est, il s'étend jusqu'à Pančevo.
Selon le recensement de 1971, le dernier concernant Krnjača en tant que ville séparée, la localité comptait 11 834 habitants. En 2002, la Krnjača d'avant les années 1970 comptait 23 509 habitants, se répartissant de la manière suivante : Krnjača et Dunavski Venac, 13 414, Reva, 2 808 et Kotež, 7 287.

## Histoire
La première mention du nom de Krnjača, figurant alors comme un quartier de Borča, remonte à 1823. La localité qui en est issue est plus récente et elle fut d'abord connue sous le nom de Nova Borča, « la nouvelle Borča ». Dans l'entre-deux-guerres, elle faisait encore partie de Borča, sous le nom de Rit Krnjača, le « marais de Krnjača ». Après 1945, Krnjača devint une localité à part entière et elle devint le chef-lieu d'une municipalité le 30 mai 1952. En 1955, eut lieu une réorganisation administrative du territoire de la Ville de Belgrade et les municipalités de Borča, d'Ovča et de Padinska Skela furent intégrées à la municipalité de Krnjača. En revanche, en 1965, la municipalité de Krnjača fut supprimée et elle-même intégrée dans la municipalité de Paliula.

## Sous-quartiers
En raison du caractère épars de son peuplement, Krnjača est divisée en plusieurs sous-quartiers, comme ceux de Dunavski Venac, Reva, Kotež, Kožara, Mika Alas, auxquels s'ajoutent un ensemble de bloks, situé dans sa partie centrale. À la différence des bloks de Novi Beograd, le quartier ne possède pas de blocs d'immeubles ; ils furent nommés ainsi au moment de leur construction, dans un temps où le quartier auquel ils appartenaient ne portait pas de nom historiquement avéré.

### Blok Braća Marić
Le Blok Braća Marić est situé à l'est du pont de Pančevo. Il est bordé par le Pančevački put, « la route de Pančevo » au nord, artère qui le sépare du Blok Branko Momirov à l'ouest, du Blok Grga Andrijanović et du Blok Zaga Malivuk au nord. À l'ouest, il est bordé par le quartier de Reva et, au sud, par les quais du Danube, souvent inondés. 
Il s'agit d'un quartier entièrement résidentiel. Il s'étend sur 2 km et, en 2002, il comptait 5 000 habitants, ce qui, avec un tiers de la population, en faisait le quartier le plus peuplé de Krnjača.
Le quartier ne possède aucune infrastructure sociale (clinique, poste, école, jardin d'enfants, etc).

### Blok Branko Momirov
Le Blok Branko Momirov est situé à l'ouest du pont de Pančevo. Le Zrenjaninski put, « la route de Zrenjanin » forme sa limite orientale, qui le sépare du Blok Braća Marić et du Blok Grga Andrijanović. Au nord, il touche le Partizanski Blok, le « blok des Partisans », tandis que le quartier de Mika Alas se trouve le long de sa partie sud-ouest. Le Danube constitue la limite méridionale de ce quartier. Le Blok Branko Momirov est presque entièrement résidentiel et il abrite une vaste pépinière(Rasadnik: Reka 2).

### Blok Grga Andrijanović
Le Blok Grga Andrijanović est situé dans la partie centrale de Krnjača. Au nord, il est bordé par la rivière Kalovita et par le Blok Sava Kovačević, à l'est par le Blok Zaga Malivuk, au sud par le Pančevački put et le Blok Braća Marić et, à l'est, par le Zrenjaninski put, le Blok Branko Momirov et le Partizanski Blok.
En tant que partie centrale de Krnjača, de quartier dispose d'infrastructures développées : il possède une école élémentaire et une école secondaire d'agriculture, une clinique, deux églises, un jardin d'enfant, une station-service OMV, le stade du club de football Bratstvo etc.

### Blok Sava Kovačević
Le Blok Sava Kovačević est le plus petit des sous-quartiers de Krnjača. Il est bordé par la rivière Kalovita et le Blok Grga Andrijanović au sud, par le Blok Zaga Malivuk à l'extrême est, par le Zrenjaninski put et le Blok Sutjeska à l'ouest et par le marais de Veliko blato au nord.
Les bâtiments de la brasserie Beogradska industrija piva ou BIP sont situés à l'ouest du quartier, le long du Zrenjaninski put.
Le quartier doit son nom au Partisan yougoslave Sava Kovačević (en) (1905-1943).

### Blok Sutjeska
Le Blok Sutjeska est bordé par le Zrenjaninski put à l'est, qui le sépare du Blok Sava Kovačević, par la rivière Kalovita au sud, qui le sépare du Partizanski Blok et des quartiers de Kotež et de Dunavski Venac, respectivement à l'ouest et au nord.
De dimension modeste, c'est un quartier résidentiel, construit pour faire la jonction entre les quartiers de Krnjača et de Kotež.
Il doit son nom à la bataille de la Sutjeska qui eut lieu en 1943 entre les Partisans de Tito et les puissances de l'Axe. Le chef des Partisans, Sava Kovačević, qui a donné son nom à un blok, y trouva la mort. Des quartiers portant le nom de Sutjeska et de Sava Kovačević existent également dans la municipalité de Zemun.

### Blok Zaga Malivuk
Le Blok Zaga Malivuk constitue la partie la plus orientale de Krnjača. Il doit son nom au Partisan Zagorka Zaga Malivuk (1919-1942).
Le quartier est bordé par la rivière Kalovita (et le Blok Sava Kovačević) et par la rivière Sebeš au nord et à l'est. Il est délimité par la voie ferrée Belgrade-Pančevo et le Blok Grga Andrijanović à l'ouest et par le Pančevački put (ainsi que par le Blok Braća Marić et le marais et le quartier de Reva) au sud.
Ce quartier se présente comme la partie la plus industrialisée de Krnjača. Il accueille toute une série d'usines, de hangars, d'ateliers et d'entrepôts, qui se succèdent dans la direction de Pančevo. Parmi les sociétés présentes dans le quartier, on peut signaler Janko Lisjak, Progres, l'imprimerie du journal Politika ou encore les sociétés Balkan, Dom et IMK Beograd. La gare de Krnjača est également située dans le quartier.

### Partizanski Blok
Le Partizanski Blok est situé à l'ouest du Zrenjaninski, qui le sépare du Blok Grga Andrijanović. Il est bordé par le Blok Sutjeska et par la rivière Kalovita au nord, par une extension méridionale du quartier de Kotež à l'ouest et par le Blok Branko Momirov au sud.
Le quartier, résidentiel, comprend deux bâtiments importants : le state du club de football FK Palilulac, à l'ouest, et le magasin Metro, à l'est, le long du Zrenjaninski put.

## Port de Krnjača
En novembre 2007, un projet, prévoyant la construction d'une zone portuaire, a été annoncé. Il s'agirait d'un port de marchandises international, situé en aval du pont de Pančevo.